# NGC 3600
NGC 3600 est une galaxie spirale vue par la tranche et située dans la constellation de la Grande Ourse. NGC 3600 a été découverte par l'astronome germano-britannique William Herschel en 1788.

## Caractéristiques
La classe de luminosité de NGC 3600 est I et elle présente une large raie HI.

### Distance
Sa vitesse par rapport au fond diffus cosmologique est de 948 ± 17 km/s, ce qui correspond à une distance de Hubble de 14,0 ± 1,0 Mpc (∼45,7 millions d'al).
À ce jour, une dizaine de mesures non basées sur le décalage vers le rouge (redshift) donnent une distance de 15,941 ± 5,890 Mpc (∼52 millions d'al), ce qui est à l'intérieur des valeurs de la distance de Hubble. Puisque cette galaxie est relativement rapprochée du Groupe local, il est probable que cette valeur soit plus près de la distance réelle de NGC 3600. Notons que c'est avec la valeur moyenne des mesures indépendantes, lorsqu'elles existent, que la base de données NASA/IPAC calcule le diamètre d'une galaxie.

### Émission de radiation ultraviolette
NGC 3600 est une galaxie dont le noyau brille dans le domaine de l'ultraviolet. Elle est inscrite dans le catalogue de Markarian sous la cote Mrk 1443 (MK 1443).

### Galaxie isolée
NGC 3600 est possiblement une galaxie du champ, c'est-à-dire qu'elle n'appartient pas à un amas ou un groupe et qu'elle est donc gravitationnellement isolée.

## Trou noir supermassif
Selon un article basé sur les mesures de luminosité de la bande K de l'infrarouge proche du bulbe de NGC 3600, on obtient une valeur de 106,1 {\displaystyle M_{\odot }} (1,3 million de masses solaires) pour le trou noir supermassif qui s'y trouve.